# Auterrive
Auterrive – miejscowość i gmina we Francji, w regionie Nowa Akwitania, w departamencie Pireneje Atlantyckie.
Według danych na rok 1990 gminę zamieszkiwało 146 osób, a gęstość zaludnienia wynosiła 47 osób/km² (wśród 2290 gmin Akwitanii Auterrive plasuje się na 1030. miejscu pod względem liczby ludności, natomiast pod względem powierzchni na miejscu 1533.).